# 10e corps d'armée (Empire allemand)

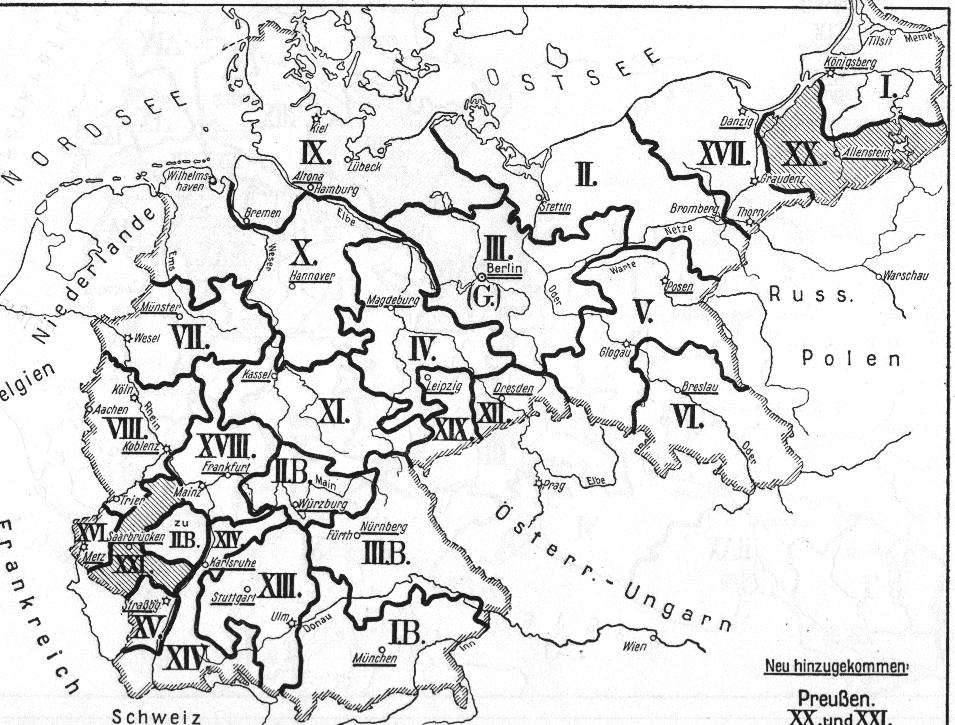
Secteurs de corps d'armée allemands en 1914

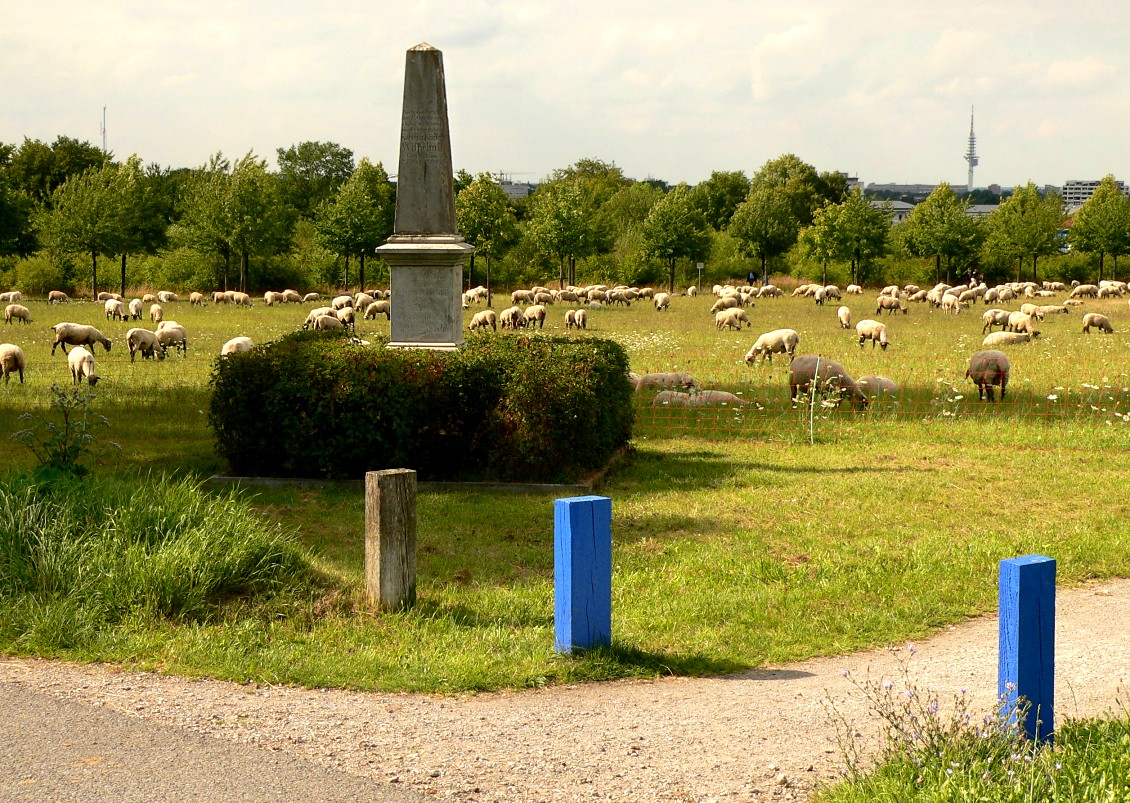
Pierre de parade au Kronsberg à Hanovre pour les défilés impériaux lors des manœuvres du Xe corps d'armée.

Le 10e Corps d'armée est une grande unité de l'armée prussienne, créé en 1867.

## Structure

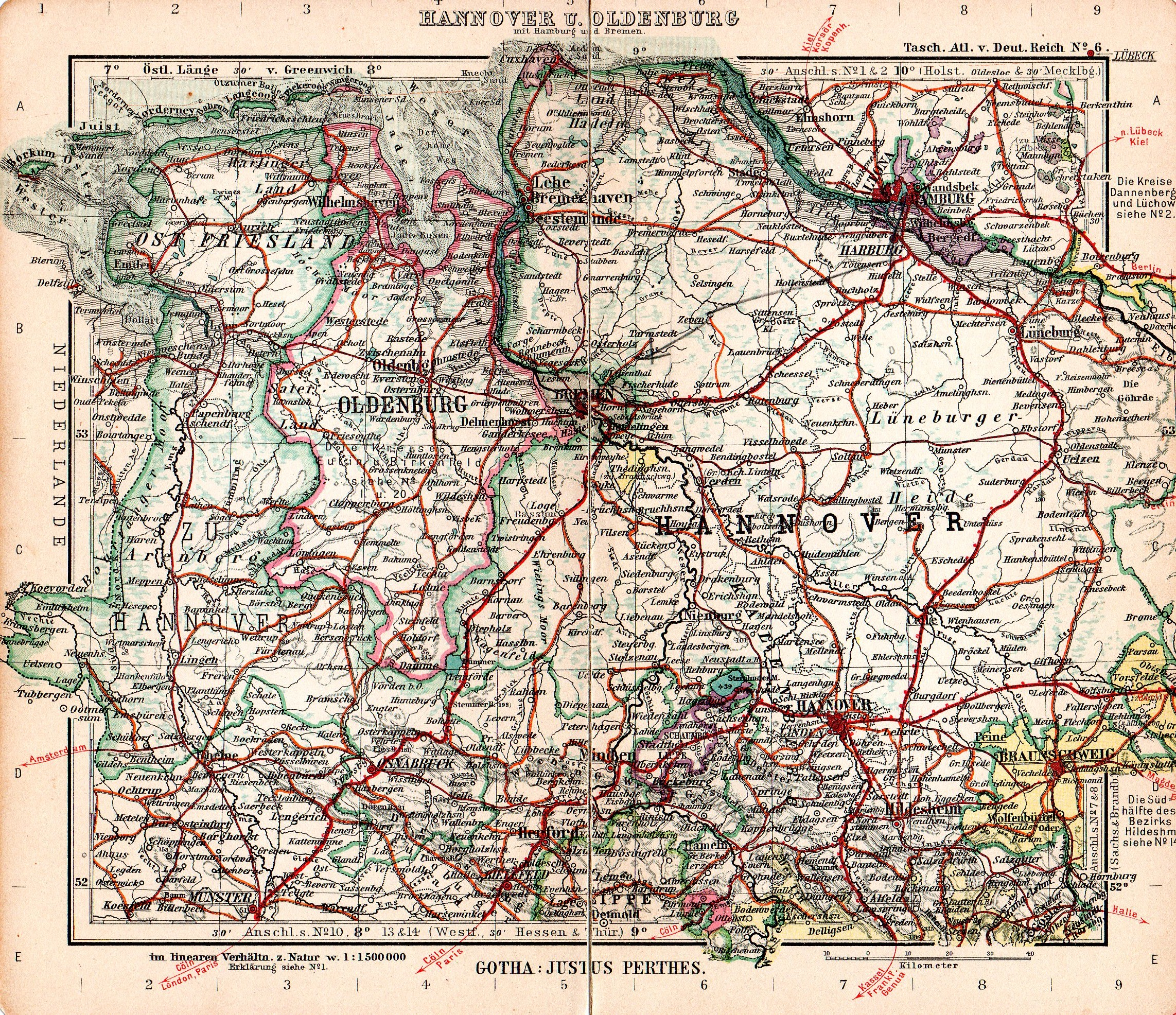
Allemagne du Nord-Ouest en 1911. Hanovre et Oldenbourg

Avant le début de la Première Guerre mondiale, le corps est subordonné à la 3e inspection de l'armée et s'articule comme suit:
- 19e division d'infanterie à Hanovre
- 20e division d'infanterie à Hanovre
- 10e bataillon de chasseurs à pied (de) à Goslar
- 10e bataillon du génie hanovrien à Minden
- 6e bataillon du télégraphe à Hanovre (provisoirement terrain d'entraînement militaire de Munster (de))
- 10e division hanovrienne du train (de) à Hanovre

## Histoire
Le corps est créé après la guerre austro-prussienne le 11 octobre 1866 dans la nouvelle province prussienne de Hanovre, et le commandement général se trouve à Hanovre jusqu'à la dissolution de la grande unité en 1919.

### Guerre franco-allemande

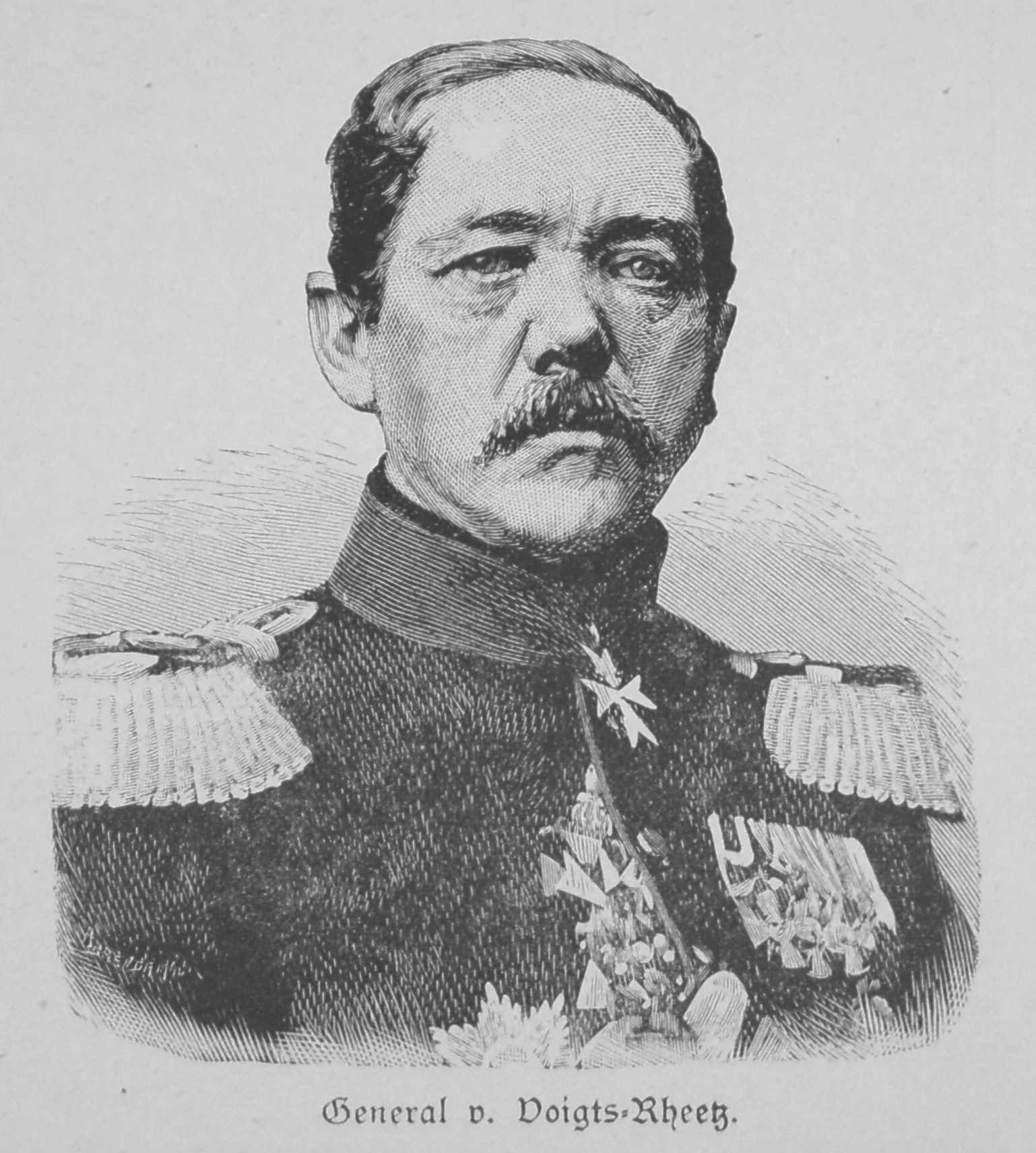
Konstantin Bernhard von Voigts-Rhetz

Lors de la guerre franco-allemande de 1870, le 10e corps, composé de troupes hanovriennes, combat dans le cadre de l'armée allemande. En 1870-1871, le 10e corps, sous le commandement du général von Voigts-Rhetz, fait partie de la 2e armée du prince Frédéric-Charles de Prusse. Le chef d'état-major général est le colonel von Caprivi, la 19e division subordonnée est sous les ordres du lieutenant-général von Schwartzkoppen, la 20e division est dirigée par le major-général von Kraatz-Koschlau. Le corps d'armée se rassemble jusqu'au 5 août dans la région de Bingen am Rhein et franchit la Sarre le 10 août. Le 10e corps précède la 2e armée et sécurise Pont-à-Mousson et la rive gauche de la Moselle jusqu'au 15 août. Avec la 5e division de cavalerie qui lui est attribuée, le corps doit faire une reconnaissance sur la route Metz-Verdun. L'objectif est de déterminer si l'armée française s'est retirée de la forteresse de Metz ou si elle est encore en train de le faire. Le 16 août, l'ordre est donné d'avancer sur Saint-Hilaire via Thiaucourt.
Après le virage vers le nord de la 2e armée, le 10ebat la campagne de Vionville. Le corps, via Tronville, se dirige vers Vionville et soutient l'attaque du 3e corps d'armée dans la bataille de Mars-la-Tour. Après une marche forcée, la 20e division arrive de l'ouest à temps pour soulager la 5e division, fortement harcelée, tandis que son artillerie stoppe l'avancée française. La 38e brigade de la 19e division, qui intervient en même temps, a déjà parcouru une marche de douze heures entre Étain et la Meuse. Lors de l'attaque des hauteurs de Bruville, la 19e division est prise dans un feu croisé français et perd 2 600 en 30 minutes. Sur le champ de bataille de Gravelotte (11 km à l'ouest de Metz), le corps d'armée arrive en réserve derrière le corps de la Garde, mais ne participe pas à la bataille de Saint-Privat. Pendant le siège de Metz, le 10e corps d'armée prend le contrôle de la ville. Il participe à la bataille de Noisseville à la fin du mois d'août pour repousser les assauts français.
Après la reddition de la forteresse de Metz, le 10e corps est libéré et appelé dans la région au sud de Paris, sur la Loire. Il atteint Troyes le 10 novembre et Montargis le 19 novembre. Après un combat entre Ladon et Maizières, le corps se rapproche de la 2e Armée, qui a pour mission de faire face à l'armée française de la Loire du général Chanzy. Lors de la bataille de Beaune-la-Rolande du 28 novembre, le général Voigts-Rhetz dispose d'environ trois brigades avec 11 000 hommes et 70 pièces d'artillerie. Le corps d'armée réussit à s'opposer à la supériorité du 20e corps d'armée français. Les Français n'ayant pas engagé l'ensemble de leurs forces, le 2e corps sous le commandement du général Crouzat parvient à s'imposer.
Avant la bataille d'Orléans, les 3 et 4 décembre, le 10e corps est mobilisé à Boynes. Le 3e corps est rassemblé près de Boynes et doit intervenir dans les combats. Le 10 décembre, le corps relève les Bavarois au troisième jour de la bataille de Beaugency et se heurte à l'ennemi lors de la poursuite près de Mortais. Le 15 décembre, la 2e division de cavalerie sous le général de Stolberg dirige l'avant-garde du 10e corps lors de la reconnaissance en direction de Vendôme. Lors de la poursuite de l'armée de la Loire vers Le Mans, le corps est subordonné à l'armée du grand-duc de Mecklembourg. Ce détachement d'armée s'empare de Blois le 13 décembre et, après d'autres combats, de Vendôme sans combat le 17 décembre.
Fin décembre, 150 000 soldats français se rassemblent à nouveau près du Mans. Jusqu'au 6 janvier 1871, la 2e armée allemande se concentre à Vendôme. La largeur de l'avancée atteint 100 km. Au centre se trouvent les 3e et 9e corps, à droite le 13e et à gauche le 10e. Le 13e corps avance du sud en direction de Tours. Entre le 10 et le 12 janvier, l'armée de la Loire est finalement complètement écrasée lors de la bataille du Mans. Le 11 janvier, la 19e division est victorieuse au combat des Mortes-Aures, suivie le 12 janvier par la 20e division venant de La Tuillerie, toutes deux pénétrant dans la banlieue sud du Mans.

### Première Guerre mondiale

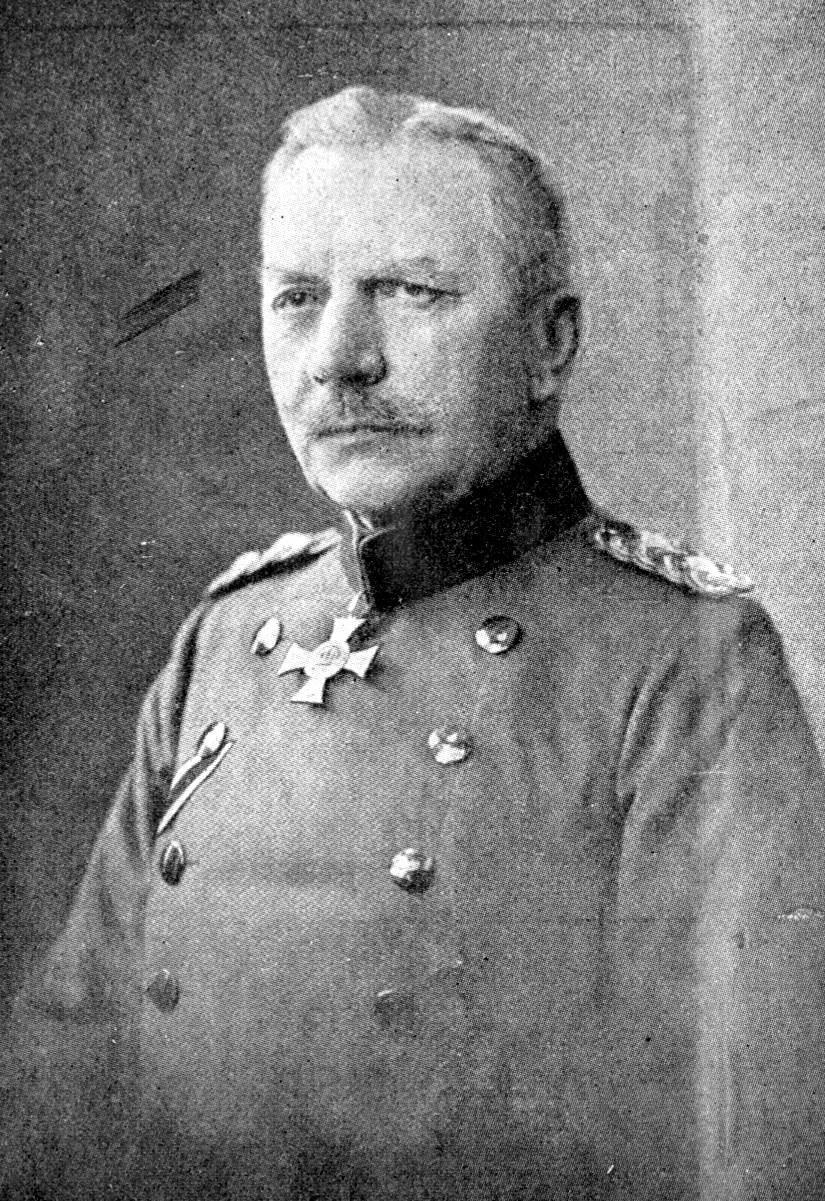
Otto von Emmich

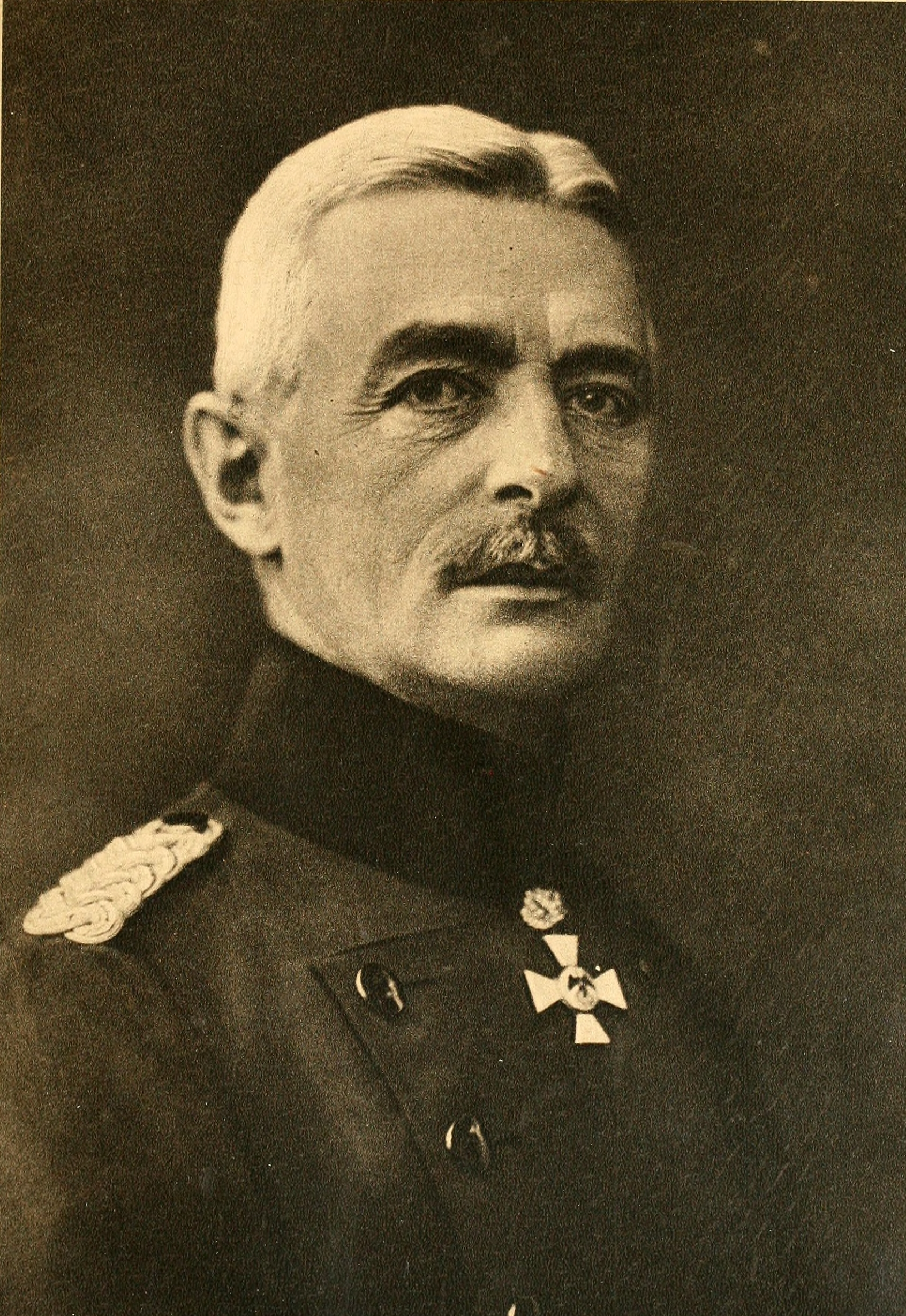
Walter von Lüttwitz

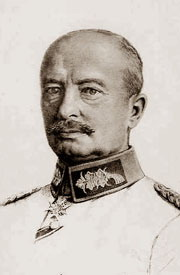
Konstantin Schmidt von Knobelsdorf

En août 1914, le 10e corps d'armée envahit la Belgique au sein de la 2e armée, sous les ordres du colonel général von Bülow. Le général commandant von Emmich a sous ses ordres la 19e division du lieutenant général von Hoffmann et la 20e division du lieutenant général Schmundt ; le chef de l'état-major général est le colonel von Lambsdorff. Le général commandant von Emmich, sous les ordres duquel se trouve l'unité d'attaque de Liège, doit attaquer les forts extérieurs de cette ceinture fortifiée dans la nuit du 5 au 6 août. Ce n'est que l'arrivée de l'artillerie lourde, dans l'après-midi du 12 août, qui provoque la décision. Après la prise de Liège, le corps d'armée poursuit sa progression vers le sud et participe à la bataille de la Sambre à partir du 20 août. Le 10e corps français prend position sur la rive sud de la Sambre. Le 21 août, la 19e division atteint la Sambre à Pont de Loup, la 20e division pénètre dans Tamines. Il y a de graves combats de maisons avec la population et des pillages. Le 22 août, le corps d'armée gagne la rive sud à Gerpinnes. La 2e armée allemande poursuit en masse dans la région au sud-ouest d'Avesnes. Le 27 août, la 5e armée française sous les ordres du général Lanrezac s'arrête une nouvelle fois à Guise sur l'Oise et prépare une contre-attaque lors de la bataille de Saint-Quentin. Le 5e corps prend sa direction d'attaque sur Guise, à sa gauche le corps de la Garde avance sur Hirson. Guise et sa banlieue sud, Flavigny, tombent le 28 août aux mains de la 19e division du lieutenant-général Hofmann ; la 20e division d'infanterie combat à Leschelle. Le 29 août, la 19e division atteint Audigny et la 20e division Macquigny. Au centre, Lanrezac concentre trois corps d'armée pour une contre-attaque afin de reprendre Guise et repousser le 10e corps d'armée allemand vers l'Oise. Le 5e corps est repoussé vers l'Oise. La 19e division ne peut stabiliser la situation à Jonqueuse - Mont-d'Origny qu'avec difficulté
Le 6 septembre, une nouvelle contre-attaque française débute dans la bataille de la Marne. L'attaque du 9e corps français à Sézanne-Concy échoue, tout comme l'action de la 42e division d'infanterie à Villeneuve-lès-Charleville. Après la retraite allemande, les éléments de la 2e armée qui reculent le 9 septembre atteignent la ligne Mareuil-en-Brie - Vertus. À l'aile gauche de l'armée, il reste le 10e corps d'armée. Le 2e corps d'armée et le corps de la Garde restent jusqu'au lendemain sur la rive sud de la Marne en tant qu'arrière-garde. Le 12 septembre, le front allemand sur l'Aisne est réorganisé, Reims est abandonné par le corps d'armée. Les troupes du général von Emmich se tiennent sur la rive nord de la Vesle de Cormontreuil à Prunay, le corps de la Garde les rejoint jusqu'au sud-ouest de Prosnes. Les 14 et 15 septembre, le corps d'armée défend avec la 19e division et la 2e division de la Garde nouvellement attribuée le secteur entre Brimont et Betheney, dans la région au nord de Reims. Le 20 septembre, le 9e corps repousse le 10e corps français opposé sur la ligne Loive - Courcy.
En avril 1915, le corps est transféré en Galicie, sur le front oriental. Engagé à l'aile droite de la 11e armée sous von Mackensen, le corps participe à l'offensive de Gorlice-Tarnów en mai 1915. Il franchit le San à Sieniawa et combat à Jaroslau et Radymno. Après la bataille de Lubaczów, il se dirige vers le nord à partir du 17 juin. À partir du 9 septembre, le corps d'armée est transféré sur le front ouest. Il participe fin septembre 1915 à la bataille de Champagne dans la section de la 3e armée. Le 9e corps d'armée arrive sur place et prend la relève du 10e corps d'Armée. Le 19e corps d'armée prend la relève dès la mi-octobre au cœur de la bataille.
Suivent des combats de position sur l'Aisne et en juin 1916, à la suite de l'offensive Broussilov, le retour sur le front de l'Est. Le 10e corps sous les ordres du général von Lüttwitz est incorporé dans l'armée allemande aux côtés du corps impérial et royal. Le 2e corps et le groupe Fath (de) sont affectés au groupe de corps Bernhardi sur la Styr et le Stokhid. Le 28 juillet 1916, l'Armée spéciale russe du général Besobrasov (ru) lance l'attaque sur l'important nœud routier de Kovel ; sur la gauche, deux corps de la 8e armée de Kaledine prolongent le front jusqu'à Zaturcy. L'aile droite du groupe d'armées Bernhardi, avec la division combinée de Rusche, la 29e division impériale et royale, ainsi que le 10e corps d'armée, renforcé par la 121e division d'infanterie allemande, protégent Kodziel. Le 2e corps défend la ville menacée de Kowel. La ligne Stochod de Kisielin à Zaturcy est tenue par la 20e division d'infanterie sous les ordres de von Schoeler. Au nord de Trysten, les Russes percent l'aile gauche de la 19e division, leurs positions à Woronczyn sont perdues, derrière le Stokhid, le front se consolide à nouveau.
En novembre 1916, le commandement du corps est transféré sur le front ouest, de retour dans l'Aisne. Sous le commandement du général Schmidt von Knobelsdorf, le corps est engagé jusqu'à la fin de la guerre dans le Haut-Rhin auprès du détachement d'armée B du général d'infanterie von Gündell. Entre le 27 août et le 5 septembre 1917, le commandement est appelé groupe « Sierentz » d'après son emplacement. Fin octobre 1918, la 26e division de Landwehr (de) et la 30e division de réserve bavaroise sont affectées au commandement du corps d'armée.

## Général commandant
Le commandement général, en tant qu'autorité de commandement du corps d'armée, était placé sous la direction du général commandant.
| Grade                                   | Nom                                  | Date                               |
| --------------------------------------- | ------------------------------------ | ---------------------------------- |
| General der Infanterie                  | Konstantin Bernhard von Voigts-Rhetz | 30 octobre 1866 - 11 décembre 1873 |
| General der Kavallerie                  | Albert de Prusse                     | 12 décembre 1873 - 9 juillet 1888  |
| General der Infanterie                  | Leo von Caprivi                      | 10 juillet 1888 - 23 mars 1890     |
| General der Infanterie                  | Walther Bronsart von Schellendorff   | 24 mars 1890 - 26 janvier 1893     |
| Generalleutnant/ General der Infanterie | August von Seebeck                   | 27 janvier 1893 - 3 avril 1899     |
| General der Infanterie                  | August von Bomsdorff                 | 4 avril 1899 - 16 octobre 1899     |
| Generalleutnant/ General der Kavallerie | Karl von Stünzner (de)               | 17 octobre 1899 - 8 février 1908   |
| General der Infanterie                  | Alfred von Loewenfeld                | 9 février 1908 - 28 mai 1909       |
| General der Infanterie                  | Otto von Emmich                      | 29 mai 1909 - 21 décembre 1915     |
| Generalleutnant                         | Walther von Lüttwitz                 | 22 décembre 1915 - 20 août 1916    |
| General der Infanterie                  | Konstantin Schmidt von Knobelsdorf   | du 21 août 1916 à sa dissolution   |

## Transmission
Le 18 avril 1945, le bombardement aérien de Potsdam, au cours duquel les archives du Reich sont gravement touchées, entraîne la perte de la plupart des documents du 10e corps d'armée. De ce fait, l'historiographie militaire du nord-ouest de l'Allemagne de 1867 à 1919 est fortement compromise, car la correspondance, surtout celle du commandement général adjoint, ne se retrouve plus que dans une transmission parallèle dans les fonds d'archives régionales, comme par exemple les archives d'État d'Oldenbourg (de).